# Markthalle (Égreville)

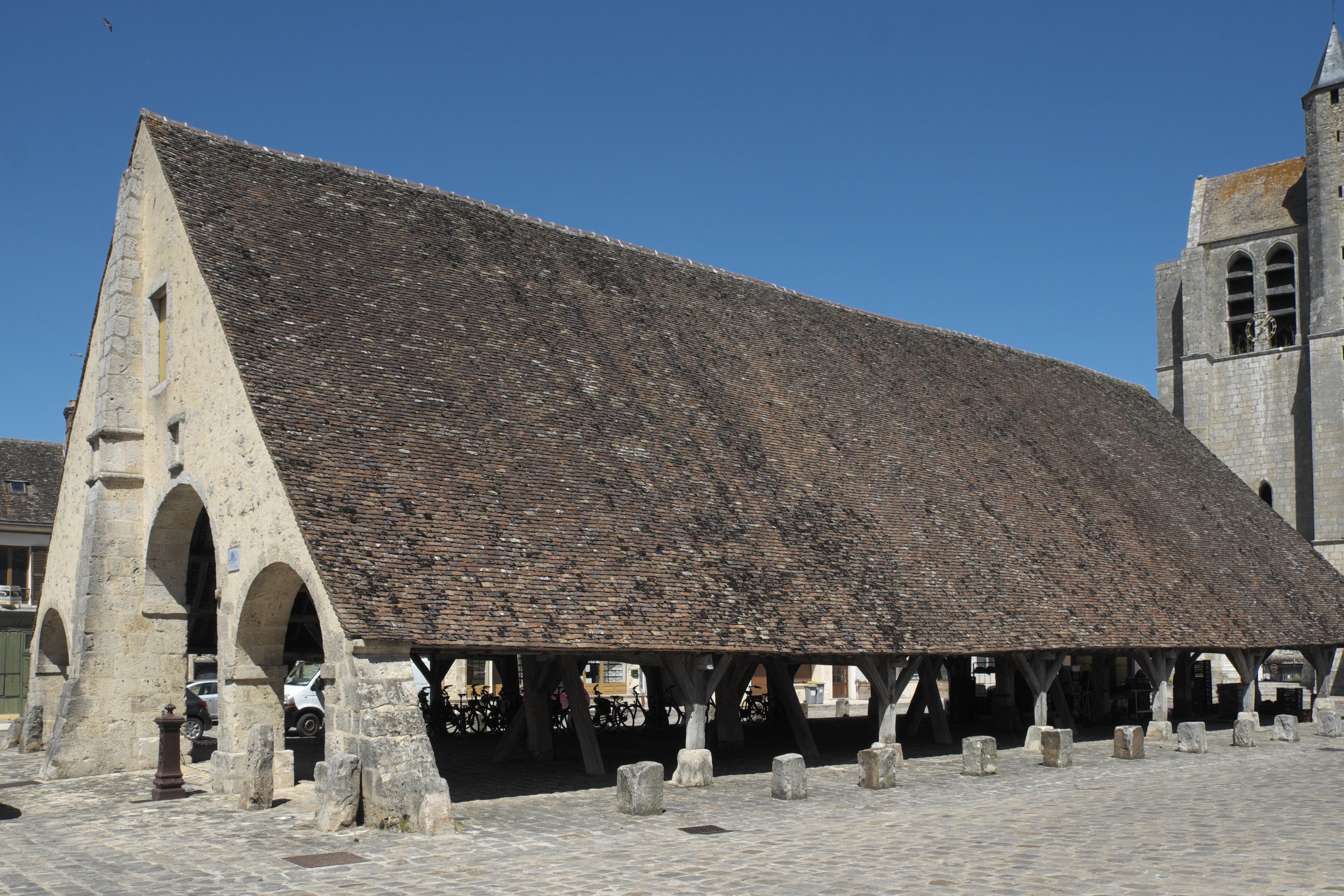
Markthalle in Égreville

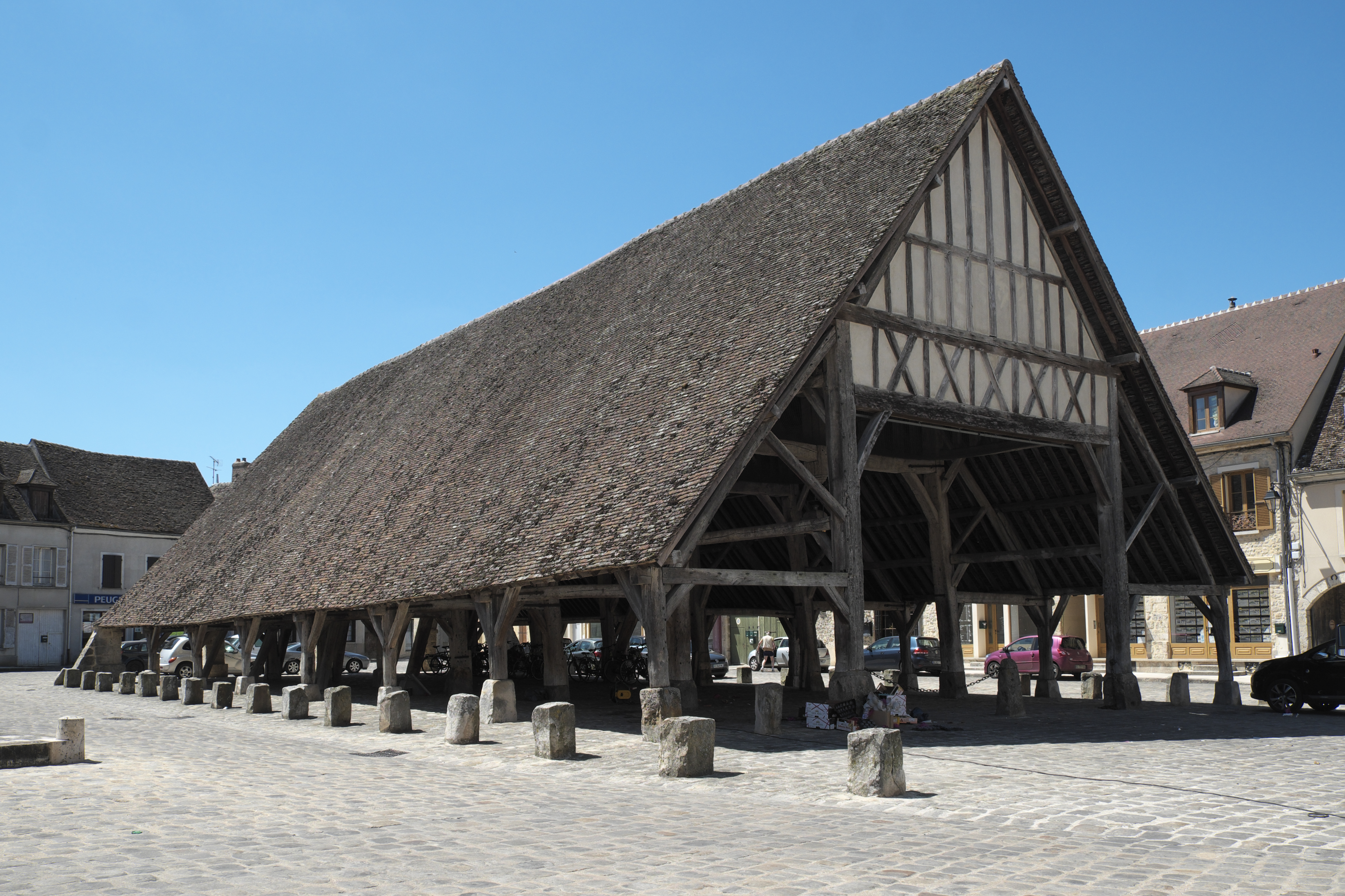
Rückseite

Die Markthalle in Égreville, einer französischen Gemeinde im Département Seine-et-Marne in der Region Île-de-France, wurde ursprünglich Ende des 15. Jahrhunderts errichtet. Die Markthalle ist seit 1912 als Monument historique klassifiziert.

## Beschreibung
Die Markthalle steht an der gleichen Stelle, wo bereits im 12./13. Jahrhundert ein Vorgängerbau errichtet wurde, der bei einem Brand im Jahr 1273 zerstört wurde.
Im Jahr 1638 wurden bei einer Renovierung des Gebäudes die 28 hölzernen Pfeiler, auf denen die Holzkonstruktion ruht, auf Steinfundamente gestellt. Damit werden Schäden, die durch Feuchtigkeit entstehen, verhindert. Die an allen Seiten geöffnete Halle besitzt eine steinerne Giebelseite, die durch Rundbögen geöffnet sind.